# Albert Metselaar
Albert Aaldert Metselaar (Hollandscheveld, 26 juni 1959) is een Drents publicist, dichter en historicus. Hij publiceerde onder meer over de geschiedenis van dorpen in de gemeente Hoogeveen, waaronder Elim en Hollandscheveld.

## Leven en werk
Op negentienjarige leeftijd begon Metselaar als verpleegkundige in de psychiatrie. Rond dezelfde tijd verschenen zijn eerste publicaties. Na zijn verhuizing naar Hoogeveen begon hij te schrijven voor de Hoogeveensche Courant. Door zijn tiendelig werk over Hollandscheveld in de Tweede Wereldoorlog kregen de naar het buitenland gevluchte lokale oorlogsmisdadigers Auke Pattist, Dirk Hoogendam en Martinus Johannes van Oort bekendheid in Nederland. Ook was hij betrokken bij het opsporen van de verblijfplaatsen van deze oorlogsmisdadigers. In 1995 werd hem de titel Hoogevener van het jaar toegekend. In 2006 werd hij benoemd tot ridder in de Orde van Oranje-Nassau.
Zijn latere onderzoek is gericht op het Hoogeveen van de 17e eeuw.
- International Standard Name Identifier: 0000 0003 8989 7573
- Nederlandse Thesaurus van Auteursnamen: 072192941
- Virtual International Authority File: 283394052
- WorldCat: E39PBJrcgD7DXcWhRRBYFFbfMP